# شوقي محمود أبو ناجي
شوقي محمود أبو ناجي (25 سبتمبر 1943 - 16 يناير 2006) هو شاعر مصري.

## حياته
ولد في 25 سبتمبر 1943م بقرية نزلة باقور، إحدى قرى مركز أبوتيج محافظة أسيوط.
توقف تعليمه عند المرحلة الإعدادية؛ إلا أنه واصل تثقيف نفسه بقراءاته واطلاعه، حتى صار حجة في اللغة والنحو وعروض الشعر العربي وعلوم الدين والتاريخ الإسلامي.

## مسيرته
عمل في بداية حياته بجريدة الأهرام ثم تركها بعد عام واحد 1966، ثم عمل بمصلحة الشهر العقاري بالقاهرة، ثم نقل إلى ملوي ليظل بها بضع سنوات، ثم إلى أبوتيج وظل بها حتى سن المعاش.
كان مدافعاً عن الأصالة في شعره، ملتزماً بعمود الشعر، فلم يكتب الشعر الحر أو قصيدة النثر، ولأنه كان عاشقاً للغة العربية، مبحراً في فنونها؛ فقد تميز شعره بفصاحة الأسلوب والألفاظ، فلم يكن يميل إلى كتابة القصيدة العامية، حتى في كتابته للشعر للشعر الحلمنتيشي (الفكاهي)، كان يستخدم ألفاظاً فصيحة، حتى ما كان يلجأ إليه من ألفاظ عامية في الحلمنتيشى؛ لإكساب القصيدة نوعاً من الفكاهة؛ كان يحورها ويصرفها حتى تأخذ شكل الألفاظ الفصيحة. وقد كان أغلب شعره يحمل النزعة الدينية التربوية البناءة، لكنه لم يكن شاعراً دينياً فحسب؛ بل كتب الشعر الاجتماعي، والعاطفي، والوطني، بل لم يترك أية قضية تمس وطننا العربي إلا وتحدث فيها شعراً، فله العديد من القصائد التي تنادى بالوحدة العربية، ونبذ التفرق، وعن القضية الفلسطينية، واتفاق غزة/أريحا وعن المبعدين عن الأراضي الفلسطينية .
أما الشعر الحلمنتيشى فقد تميز فيه حتى صار رائده الأول في مصر، فنجده يعارض عيون الشعر العربي بدرر حلمنتيشية، ولم يكتف بمعارضة المتنبي، وأمية بن أبي الصلت، وغيرهم من الشعراء القدامى؛ بل عارض قصائد عديدة لشعراء معاصرين كالشاعر سعد عبد الرحمن، والشاعر ياسر قطامش وغيرهم. كما انتقد في شعره الحلمنتيشى الأوضاع الاجتماعية الخاطئة، وطالب بإصلاحها.

## مؤلفاته
نشرت أعماله الأدبية أغلب الصحف والمجلات المصرية منها صحف الأخبار والمساء والجمهورية وأخبار الأدب، ومجلات المجاهد والأزهر والهلال ومنبر الإسلام وإبداع والشعر وغيرها من الدوريات المصرية.
كما نشرت أعماله في مجلات منار الإسلام وتراث والرافد في الإمارات. والمجلة العربية والدفاع والحرس الوطني والفيصل والقافلة في السعودية، ومجلة الأمة القطرية، والوعي الإسلامي والكويت والعربي في الكويت، وصوت فلسطين الفلسطينية، وغيرها من المجلات العربية.

### مطبوعاته
- ديوان بعنوان (معزوفات متنوعة) طبعة مديرية الثقافة بأسيوط - مصر سنة 2001.
- مجموعة قصصية بعنوان (لو كان معه رجال) طبعت على نفقته الخاصة سنة 2002.
- ديوان شعر بعنوان (بطولة) طبعة مديرية الثقافة بأسيوط - مصر سنة 2006.

- للحب لهلَبَةٌ، ديوان شعر حلمنتيشى- دار النشر الإلكتروني- القاهرة.
- الظفر واللحم، مجموعة قصصية- مديرية الثقافة بأسيوط- مصر.

## جوائز وتكريمات
كرم في العديد من المحافل الأدبية منها:
- المؤتمر الثاني لأدباء مصر في الأقاليم والذي انعقد في المنيا.
- مُنح درع التفوق من السيد وزير الثقافة في مؤتمر أدباء الأقاليم الذي انعقد في البحيرة في التاسع من نوفمبر سنة 1999.
- كرمته كلية التربية بالوادي الجديد_ جامعة أسيوط، ومنحته درع الكلية سنة 2003.
- كرمته كلية العلوم _ جامعة أسيوط، ومنحته درع الكلية سنة 2005.
- أقامت مديرية الثقافة بأسيوط احتفالية شعرية لتكريمه في مسقط رأسه (قرية نزلة باقور) بمناسبة بلوغه سن المعاش يوم الاثنين 9/2/2004م شارك فيها العديد من الشعراء والنقاد والصحفيين منهم: سعد عبد الرحمن، عبد المجيد فرغلي، درويش الأسيوطي، الشيخ سيد عطا (أسيوط)، عبد الستار سليم (قنا)، د/مصطفى رجب، عبد الجواد خفاجي، عبد الحافظ بخيت، بهاء الدين رمضان (سوهاج)، الورداني ناصف، حزين عمر، إيهاب البشبيشي، محمد الحسيني (القاهرة)، محمد فؤاد (المنيا).

نظمت الهيئة العامة لقصور الثقافة مؤتمراً لتأبينه بعنوان (شوقي الشاعر والإنسان) تحت رعاية أ.د. أحمد نوار رئيس هيئة قصور الثقافة والسيد اللواء نبيل العزبي محافظ أسيوط. انعقد المؤتمر يوم الخميس الموافق 30/3/2006م بقصر ثقافة أبوتيج شارك فيه لفيف من كبار شعراء مصر ومثقفيها

## الجانب الإنساني في حياته
كان عطوفاً على المرضى واليتامى والمحتاجين، مساعداً لطلاب العلم، وكان من مؤسسي لجنة زكاة أبوتيج التابعة لبنك ناصر الاجتماعي، وكان رئيساً لها، وكانت شغله الشاغل حتى يوم وفاته.